# Aleksandr Kokorinov

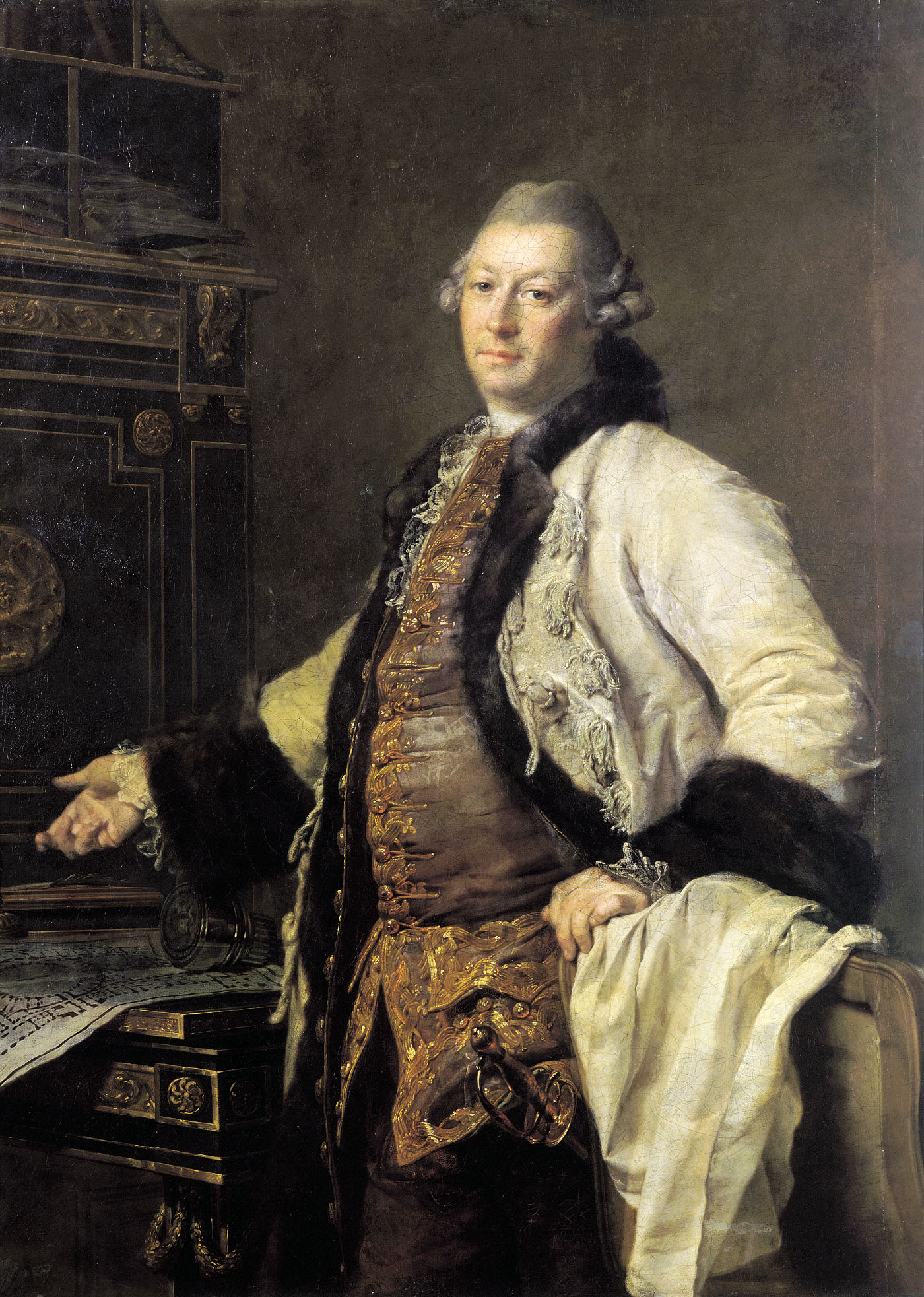
Retrato de Kokorinov, obra do pintor Dmitry Levitsky

Alexander Filippovich Kokorinov (em russo:  Александр Филиппович Кокоринов) (10 de julho de 1726 – 21 de março de 1772) foi um arquiteto e educador russo de origem siberiana, um dos fundadores, o primeiro construtor, diretor (1761) e reitor (1769) da Academia Imperial de Artes de São Petersburgo. Kokorinov foi arquiteto na casa da família Razumovsky e Ivan Shuvalov, o primeiro presidente da Academia.
O legado arquitetônico sobrevivente de Kokorinov, antes considerado substancial, foi reduzido por pesquisas recentes a apenas dois edifícios, a Academia Imperial de Artes e o palácio Kirill Razumovsky em São Petersburgo. A Academia foi projetada por Jean-Baptiste Vallin de la Mothe, com base em uma proposta anterior de Jacques-François Blondel, enquanto Kokorinov gerenciou a construção em suas fases iniciais (1764-1772).

## Biografia

### Primeiros anos e família
Alexander Kokorinov nasceu em Tobolsk, na família de um funcionário do governo. Seu avô era padre. Aos 14 anos, Alexander começou a se inspirar na profissão de Johann Blank (pai de Karl Blank), um autoproclamado arquiteto exilado de São Petersburgo por seu envolvimento na suposta conspiração de Artemy Volynsky (1740). Com a ascensão de Isabel da Rússia em 1741, os sobreviventes do caso Volynsky foram anistiados e os familiares de Blank retornaram a Moscou, levando Kokorinov com eles.

### Educação
Após a morte de Johann Blank, em 1745, Alexander Kokorinov e Karl Blank estudaram artes e arquitetura em Moscou com Dmitry Ukhtomsky, até então o principal arquiteto de Moscou de Elisabethan Baroque e reitor de uma escola de arquitetura baseada no Kremlin de Moscou. Posteriormente, Kokorinov foi convidado para o grupo de Ivan Korobov, onde o jovem arquiteto deu tão boa conta de si mesmo que foi promovido pelo mestre e, em 1749, recebeu o título de aprendiz. Este título permitiu que Kokorinov construísse e recebesse ordens particulares por conta própria.
Neste topo, Kokorinov também foi responsável pela reconstrução e restauração das torres e paredes do Kremlin de Moscou. Logo a reputação do arquiteto era tão boa que até mesmo o hetman Kirill Razumovski o contratou para trabalhar em sua propriedade Petrovskoe.
Kokorinov recebeu o grau de Mestre em Matemática pela Universidade Estatal de Moscou e em 1754, passou no exame profissional como arquiteto júnior, juntou-se à equipe de Francesco Bartolomeo Rastrelli e mudou-se para São Petersburgo, onde fez contato com o conde Ivan Shuvalov, fundador da universidade (1755) e da Academia Imperial de Artes (1757). Kokorinov juntou-se à equipe da Academia desde seus primeiros dias.

### Carreira
Shuvalov inicialmente propôs a criação da Academia em Moscou e encomendou a Jacques-François Blondel para projetar o novo campus lá. A imperatriz Isabel da Rússia insistiu que a Academia deveria ter sede em São Petersburgo, e a tarefa de adaptar os planos de Blondel foi atribuída a Kokorinov, que já projetou a própria casa de Shuvalov em São Petersburgo. Kokorinov, treinado firmemente apenas no estilo barroco, lutou com o design neoclássico francês de Blondel e, em 1759, Shuvalov contratou outro francês para ajudar Kokorinov. Jean-Baptiste Vallin de la Mothe, primo de Blondel e recém-formado pela Real Academia de Arquitetura, tornou-se par de Kokorinov no projeto da Academia e logo o superou. O projeto do edifício é tradicionalmente creditado por Kokorinov e de la Mothe, mas pesquisas recentes em arquivos franceses indicam que foi obra do próprio de la Mothe, enquanto nenhum rascunho de Kokorinov foi encontrado. A Academia, uma estrutura complexa medindo 140 por 125 metros, tem traços do estilo de Blondel, mas, segundo Dmitry Shvidkovsky, "é mais atual... especialmente perceptível na planta. Onde Blondel especificou uma ordem coríntia, o dórico romano mais rigoroso foi realmente usado. A cúpula também é mais lacônica do que a projetada por Blondel. O edifício completo ficou ainda mais austero do que parece nos desenhos de la Mothe."
Em 1761, Kokorinov foi nomeado diretor da Academia (subordinado ao seu presidente), mas não foi até 1765 quando se tornou seu professor universitário. Ele ensinou teoria arquitetônica elementar e história da arquitetura, enquanto de la Mothe ensinou disciplinas arquitetônicas avançadas.
Enquanto os arquitetos finalizavam sua proposta, a Rússia foi abalada por um breve reinado (5 de janeiro de 1762 – 9 de julho de 1762) e pelo assassinato do imperador Pedro III, sucedido por Catarina II. A nova imperatriz enviou Shuvalov para um exílio, de fato, em sua propriedade rural e instalou Ivan Betskoy como o novo presidente da Academia. Em 18 de março de 1764, ela autorizou o financiamento para a construção a sério e criou o conselho de construção, chefiado por Kokorinov. De la Mothe, que sempre se esquivou da construção prática, não esteve ativamente envolvido no local; pela primeira vez na história da Rússia, a profissão de arquiteto foi dividida em projeto arquitetônico e gerenciamento de construção.
Durante a Guerra Russo-Turca de 1768-1774, o financiamento do projeto praticamente parou, enquanto Betskoy iniciou um processo criminal contra suposta fraude no site. Kokorinov, acusado de excesso de custos, morreu em 1772; uma opinião não verídica considerou que ele teria cometido suicídio. De la Mothe deixou a Rússia em 1775, o edifício foi concluído por Yury Felten em 1788.